# Åsgårdsreia
L'Åsgårdsreia signifie littéralement la « chevauchée d'Asgard » et a lieu, dans le folklore norvégien, vers la nuit de Noël. Elle est également appelée « Oskorei » en Nynorsk.

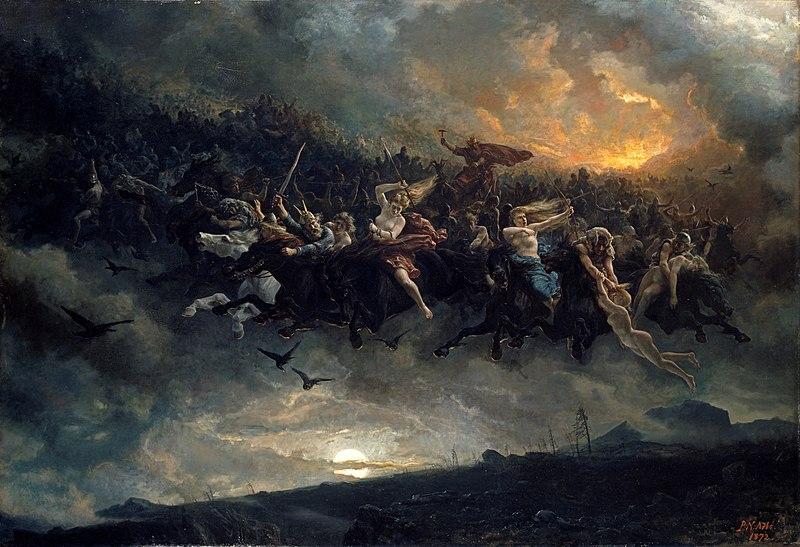
Åsgårdsreien de Peter Nicolai Arbo (1872)

Cette chevauchée serait constituée d'une horde d'êtres démoniaques. Il s'agirait peut-être d'âmes mortes qui n'ont pas pu aller au paradis ni en enfer. Il y aurait plusieurs témoignages de personnes qui auraient été enlevées la nuit de Noël par ces êtres maléfiques et déposées plus loin dans une autre ferme. Après quoi, les personnes enlevées auraient quitté leur village pour toujours. De même, les gens craignaient que les chevaux se fassent enlever par la horde fantomatique. On disait que les personnes enlevées servaient de véhicule aux esprits de la horde. C'est pour cela qu'il était fortement déconseillé de se balader seul durant les nuits de Noël.
La chevauchée était dirigée par Sigurd Svein ou Sigurd Fåvnesbane, le célèbre héros germanique, tueur du dragon Fafnir, ou bien par Thor. D'ailleurs, la horde était pleine de héros et de dieux de la mythologie nordique. Un témoignage qui montre que, même si ces héros étaient devenus "démoniaques" dans la nouvelle religion chrétienne, ils étaient toujours vivants dans l'esprit des gens, et ce, plusieurs siècles après la christianisation de la Scandinavie. Les héros légendaires ont toujours continué à faire partie du folklore et ne sont jamais vraiment tombés dans l'oubli.

## Littérature folklorique
La trace la plus connue de cette chevauchée est sans aucun doute le poème « Aasgaardsreia » de Johan Sebastian Welhaven (1845), dont voici un extrait.
| Norvégien | Français |
| --- | --- |
| Lydt gjennem Luften i Natten farer et Tog paa skummende sorte Heste. I Stormgang drage de vilde Skarer. de have kun Skyer til Fodefæste. Det gaaer over Dal, over Vang og Hei, gjennem Mulm og Veir; de endse det ei. Vandreren kaster sig ræd paa Veien. Hør hvilket Gny - det er Asgaardsreien ! Thor, den stærke, med løftet Hammer, staaer høit i sin Karm, er forrest i Laget; han slaaer paa Skjoldet, og røde Flammer belyse det natlige Tog ved Slaget. Da klinge Lurer, da er der en Støi af Bjælder og ringlende Ridetøi, da hyler Sværmen og Folket lytter med stigende Angst i de dirrende Hytter. | Son dans l'air la nuit, un train monte sur des chevaux noirs mousseux. Dans Stormgang, attirez les foules sauvages. ils n'ont que des nuages pour marcher. Ils passent par Dal, par Vang et Hei, par Mulm et Veir ; ils n'y mettent pas fin. Le randonneur se jette effrayé sur la route. Écoutez ce que Gny - c'est Asgaardsreien ! Thor, le fort, avec le marteau levé, se dresse haut dans son cadre, il est à la pointe de l'équipe ; il frappe le bouclier et des flammes rouges illuminent le train nocturne à la bataille. Puis les bruits de guet, puis il y a un bruit de cloches et de vêtements d'équitation qui sonnent, puis la nuée hurle et les gens écoutent avec une anxiété croissante dans les huttes frémissantes. |

## Superstitions
Les gens avaient coutume, pour se protéger de la chevauchée, de tracer une croix sur une pointe en métal qu'ils accrochaient à la porte de leur maison. D'autres histoires racontent que lorsque la chevauchée s'approchait, il fallait s'allonger au sol, les bras écartés pour former une croix. Ainsi la chevauchée ne pourrait pas avancer plus et ferait demi-tour.
La légende sur l'Åsgårdsreia serait née dans la ferme de Vå à Rauland en 1618 lorsque deux hommes furent tués à la fin d'un banquet de Noël, après que des selles soient tombées sur le toit. Mais, selon le professeur Herleik Baklid, on se serait servi de la légende pour expliquer les deux meurtres.  Une grande partie de la légende de l'Åsgårdsreia viendrait de la région d'Agder.